# Vitesse cosmique

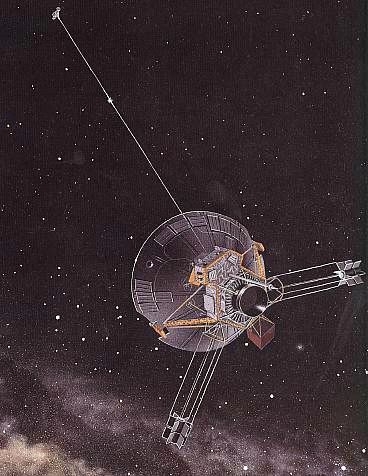
Une sonde Pioneer, premier véhicule spatial ayant quitté le Système solaire.

Une vitesse cosmique, concept de l'astronautique, est une vitesse initiale seuil qui permet à un projectile balistique d'échapper à l'influence d'un corps céleste. 
En 1883, le scientifique russe Constantin Tsiolkovski présente dans son ouvrage L’Espace libre les concepts fondamentaux pour la construction de fusées à réaction comme unique moyen d'échapper à l'attraction de la Terre. Il introduit trois vitesses minimales théoriques, appelées respectivement « première », « deuxième » et « troisième » « vitesses cosmiques » : celle de satellisation autour d'un corps céleste de grande masse, celle de libération d'un corps céleste de grande masse et celle de libération d'un système planétaire.
Ces grandeurs indiquent l'énergie par kilogramme devant être fournie pour atteindre chacun de ces trois paliers. Elles ne représentent pas des vitesses qui doivent réellement être atteintes.

## Cas de la Terre

### Première vitesse cosmique
La première vitesse cosmique représente la vitesse de satellisation minimale autour de la Terre. Elle est déterminée par la relation :
où :
- {\displaystyle R} est le rayon de l'orbite, assimilé au rayon terrestre (6 370 km) ;
- {\displaystyle M_{\oplus }} est la masse de la Terre (environ 6 × 1024 kg) ;
- {\displaystyle G} est la constante de gravitation (6,674 × 10−11 m3/kg/s2)

Cette relation signifie que la force de gravitation exercée par la Terre ({\displaystyle G\,M_{\oplus }\,m/R^{2}}, m étant la masse du corps à satelliser) est exactement compensée par la force centrifuge ({\displaystyle mv_{1}^{2}/R}) qui s'exerce sur le corps quand celui-ci est en orbite circulaire.
La première vitesse cosmique vaut ainsi
soit environ
{\displaystyle v_{1}\simeq 7{,}9\;{\rm {km\;s^{-1}\simeq 28\,500\;{\rm {km\;h^{-1}}}}}}.
En pratique, un satellite en orbite circulaire doit être au-dessus de l'atmosphère, au moins à 200 km d'altitude, et une telle orbite ne peut pas être atteinte en imprimant seulement une vitesse initiale. Il est nécessaire d'exercer une poussée régulière (ou plusieurs poussées) jusqu'à la mise en orbite. La vitesse orbitale circulaire à 200 km est de 7,8 km/s (inférieure à la vitesse calculée ci-dessus ; et plus l'orbite est haute, plus la vitesse est faible : pour une orbite géostationnaire à  36 000 km, la vitesse est égale à la vitesse de la surface, c'est-à-dire environ 0,5 km/s).
Cette vitesse est calculée dans un référentiel géocentrique, c'est-à-dire par rapport au centre de la Terre. La vitesse par rapport au sol est différente, à cause de de la rotation terrestre. Suivant la direction et l'orientation de l'orbite, cette vitesse sera plus grande ou plus petite. La vitesse de rotation de la Terre à l'équateur (~ 0,5 km/s) s'ajoute ou se soustrait partiellement.

### Deuxième vitesse cosmique
La deuxième vitesse cosmique correspond à la vitesse de libération d’un corps quittant la Terre. C’est la vitesse minimale au-delà de laquelle un corps peut s’éloigner définitivement de la Terre, en tout cas tant que l'on néglige la présence du Soleil et de notre galaxie. Elle est déterminée, avec les mêmes notations que précédemment, par la relation :
où la somme de l'énergie cinétique et de l'énergie potentielle de gravitation se compensent. Cette équation confère une énergie mécanique nulle à la fusée, condition nécessaire à ce qu'elle puisse s'échapper de l'attraction terrestre.
La deuxième vitesse cosmique vaut ainsi :
soit environ
{\displaystyle v_{2}\simeq 11{,}2\;{\rm {km\;s^{-1}\simeq 40\,300\;{\rm {km\;h^{-1}}}}}}.
Il s'agit ici de la vitesse initiale que l'on communiquerait à un projectile devant quitter la Terre. En pratique, en astronautique, on exerce une poussée régulière et il n'est pas nécessaire d'atteindre cette vitesse. Par exemple, partant d'une orbite circulaire basse (vitesse d'environ 7,8 km/s), il serait possible d'appliquer une poussée régulière faisant monter l'orbite alors que la vitesse diminuerait constamment, jusqu'à atteindre une vitesse nulle à l'infini.

### Troisième vitesse cosmique
La troisième vitesse cosmique est définie comme étant la vitesse minimale que l'on doit donner à un corps situé à la surface de la Terre pour quitter le Système solaire.
Dans un référentiel héliocentrique, la vitesse de libération du Soleil à la distance de la Terre, {\displaystyle v_{3}^{\prime }}, est donnée par la même relation que celle donnant la deuxième vitesse cosmique, en remplaçant la masse de la Terre par celle du Soleil et le rayon de la Terre par la distance moyenne Terre-Soleil :
avec
- {\displaystyle a} la distance moyenne Terre-Soleil, soit une unité astronomique, environ 149,6 millions de kilomètres ;
- {\displaystyle {M_{\odot }}} la masse du Soleil soit 1,989 1 × 1030 kg.

Soit une vitesse {\displaystyle v_{3}^{\prime }\simeq 42{,}1\;{\rm {km\;s^{-1}}}}.
Cette vitesse doit être rapportée à un référentiel géocentrique en soustrayant la vitesse orbitale de la Terre,{\displaystyle v_{\oplus }={\sqrt {\frac {G\,M_{\odot }}{a}}}\simeq 29{,}7\;{\rm {km\;s^{-1}}}}
{\displaystyle v_{3}^{\prime \prime }} étant cette vitesse géocentrique.   

Finalement, pour atteindre cette vitesse depuis la surface terrestre, il faut augmenter la deuxième vitesse cosmique d'une quantité obtenue par conservation de l'énergie entre le départ depuis la Terre et la libération du Système solaire :  
La valeur obtenue {\displaystyle v_{3}\simeq 16{,}6\;{\rm {km\;s^{-1}}}} est une approximation numérique de la troisième vitesse cosmique, suivant la définition donnée au début de cette section.
Il ne s'agit pas d'une vitesse réelle à donner à l'objet. De plus, alors que l'énergie nécessaire pour s'affranchir de la gravité terrestre doit être fournie par des moteurs, celle pour s'échapper du Système solaire peut en grande partie être obtenue par assistance gravitationnelle.

## Cas général
Les formules littérales ci-dessus donnant {\displaystyle v_{1}}, {\displaystyle v_{2}} et {\displaystyle v_{3}} sont applicables dans le contexte plus général d'une planète située dans un système planétaire.
Dans ce cas :
- {\displaystyle R} est le rayon de l'orbite, au moins égal au rayon de la planète, augmenté éventuellement de l'épaisseur de son atmosphère si l'on veut échapper au frottement ;
- {\displaystyle M_{\oplus }} est la masse de la planète d'où est lancé le projectile ;
- {\displaystyle a} correspondant à la distance entre la planète et son étoile ;
- {\displaystyle M_{\odot }} est la masse de l'étoile autour de laquelle tourne la planète d'où est lancé le projectile ;
- {\displaystyle G} est la constante de gravitation, qui est réputée garder la même valeur dans tout l'Univers.